# Paul W. S. Anderson
Paul William Scott Anderson (Newcastle upon Tyne, 4 de março de 1965) é um diretor, escritor e produtor cinematográfico britânico, conhecido por trabalhar com filmes de ficção científica e adaptações de jogos eletrônicos para o cinema. Em sua filmografia estão produções como Resident Evil, Mortal Kombat e Alien vs. Predator.

## Vida pessoal
É casado com a atriz Milla Jovovich desde agosto de 2009.

## Filmografia
| Ano  | Filme                            | Creditado como | Creditado como | Creditado como |
| Ano  | Filme                            | Diretor        | Escritor       | Produtor       |
| ---- | -------------------------------- | -------------- | -------------- | -------------- |
| 1994 | Shopping                         | Sim            | Sim            | Não            |
| 1995 | Mortal Kombat                    | Sim            | Não            | Não            |
| 1997 | Event Horizon                    | Sim            | Não            | Não            |
| 1998 | Soldier                          | Sim            | Não            | Não            |
| 2000 | The Sight                        | Sim            | Sim            | Sim            |
| 2002 | Resident Evil                    | Sim            | Sim            | Sim            |
| 2004 | Alien vs. Predador               | Sim            | Sim            | Não            |
| 2004 | Resident Evil: Apocalypse        | Não            | Sim            | Sim            |
| 2005 | The Dark                         | Não            | Não            | Sim            |
| 2007 | DOA: Dead or Alive               | Não            | Não            | Sim            |
| 2007 | Resident Evil: Extinction        | Não            | Sim            | Sim            |
| 2008 | Death Race                       | Sim            | Sim            | Sim            |
| 2009 | Pandorum                         | Não            | Não            | Sim            |
| 2010 | Resident Evil: Afterlife         | Sim            | Sim            | Sim            |
| 2011 | The Three Musketeers             | Sim            | Não            | Sim            |
| 2011 | Death Race 2                     | Não            | Sim            | Sim            |
| 2012 | Resident Evil: Retribution       | Sim            | Sim            | Sim            |
| 2013 | Death Race 3: Inferno            | Não            | Sim            | Sim            |
| 2014 | Pompeii                          | Sim            | Não            | Sim            |
| 2017 | Resident Evil: The Final Chapter | Sim            | Sim            | Sim            |
| 2020 | Monster Hunter                   | Sim            | Sim            | Sim            |